# Spodní prádlo

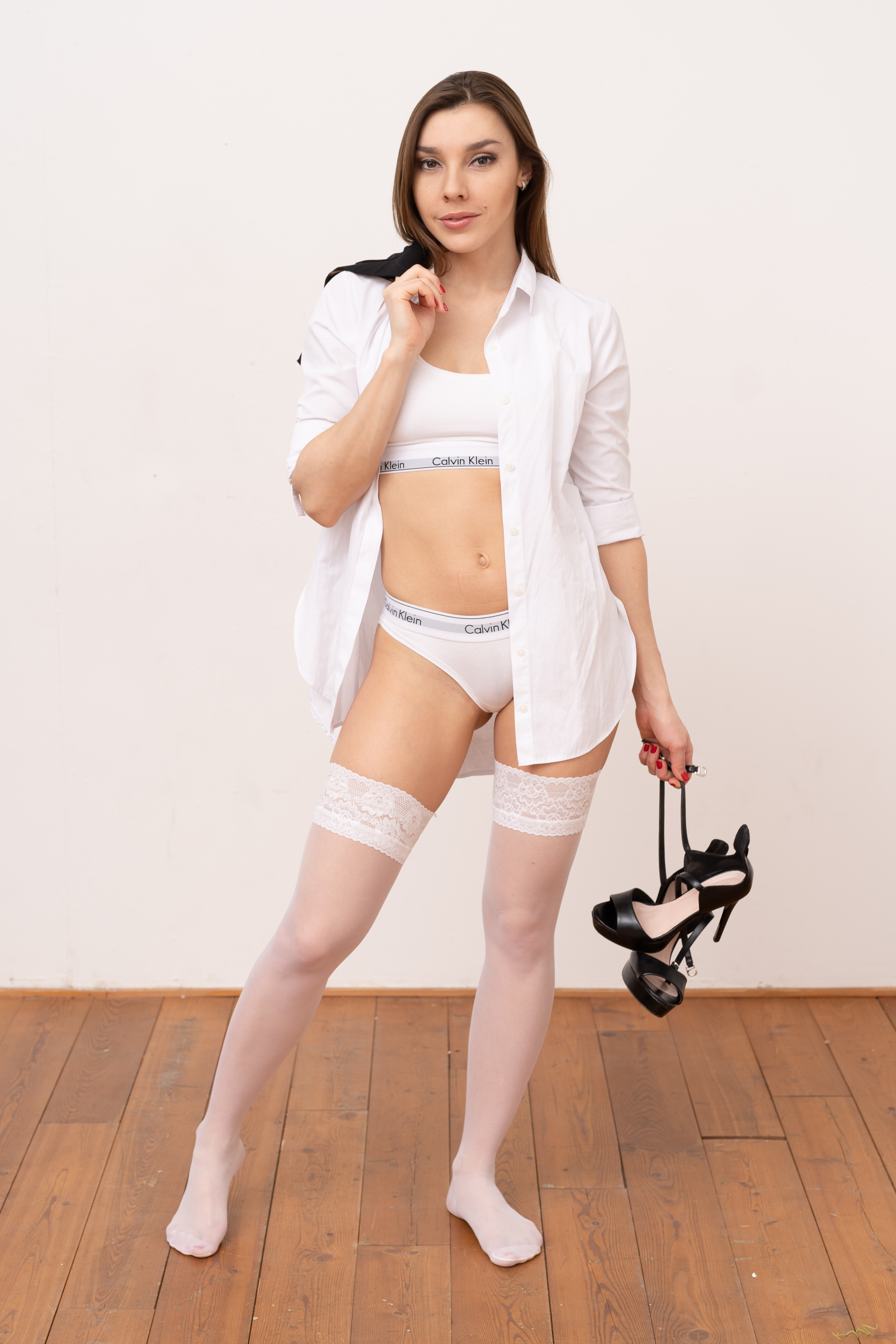
Podprsenka, kalhotky, punčochy

Spodní prádlo je druh oblečení, které je v přímém kontaktu s pokožkou a je obvykle zakryto vrchním oděvem, je tedy zpravidla první z více vrstev oděvu. Pouhé spodní prádlo není akceptováno na veřejnosti (kromě zvláštních příležitostí, jako jsou např. módní přehlídky), v soukromí jako jediná vrstva oděvu může sloužit i noční či erotické prádlo. (Hranice této definice je ovšem "měkká": plavky pod tričkem u snídaně a cestou na pláž sice plní funkci spodního prádla, avšak na pláži se stávají společensky akceptovaným svrchním sportovním/rekreačním oděvem.) 
Účelem je snadnější udržování čistoty vnějších oděvů, zábrana tření svrchního oděvu o pokožku, tvarování určitých partií těla, tepelný komfort za chladného počasí, zakrytí nahoty (pokud je prádlo jediným oděvem) nebo některých tělesných tvarů. 
Pokud je spodní prádlo vyrobeno z vhodného materiálu, mohou některé druhy sloužit jako noční prádlo nebo svrchní sportovní či rekreační oděv (plavky, sportovní podprsenka, legíny).
Existují i oděvy, pod které se spodní prádlo nenosí - typicky cyklistické kalhoty se speciální hygienickou (antibakteriální) a pot odvádějící vložkou nebo (sportovní, plážové) šortky se všitými síťovanými slipy.
Spodní prádlo je obvykle rozdělováno na dva typy - pro zakrytí trupu (zejména ženy) a pro zakrytí oblasti pánve a nohou, i když existují i oděvy, které zakrývají jak trup, tak i pas a nohy (bodysuit, overal na spaní). Ženy a muži obecně nosí různé druhy spodního prádla. Mezi unisex prádlo patří trička, tílka, nově i např. boxerky nebo overaly a body na spaní.

## Funkce
Spodní prádlo se nosí z více důvodů: Ochraňuje svrchní oděv před znečištěním tělními tekutinami, umožňuje udržování čistoty častějším praním, brání tření svrchního oděvu a pokožky, přispívá k tvarování určitých partií těla (např. tzv. stahovací prádlo), zakrývá nahotu a některé tělesné tvary (hýždě, ohanbí, prsa). Dámské (sportovní) podprsenky poskytují podporu pro prsa a pánské slipy (boxerky) slouží stejně pro mužské genitálie. V chladném počasí spodní prádlo představuje vrstvu oděvu, která pomáhá udržovat uživatele v teple. Pro sport a podobné aktivity je určeno tzv. funkční prádlo, jehož hlavním účelem je efektivní odvádění potu a udržování pokožky v suchu. 
Hlavním požadavkem na běžně nošené prádlo je pohodlí (včetně tepelného komfortu citlivých partií), funkční prádlo musí při sportovních aktivitách dobře sedět a účinně odvádět vlhkost od pokožky, u plavek, sportovních topů a legín je navíc kladen důraz i na vzhled (střih, barevnost, vzory, provedení).

## Historie

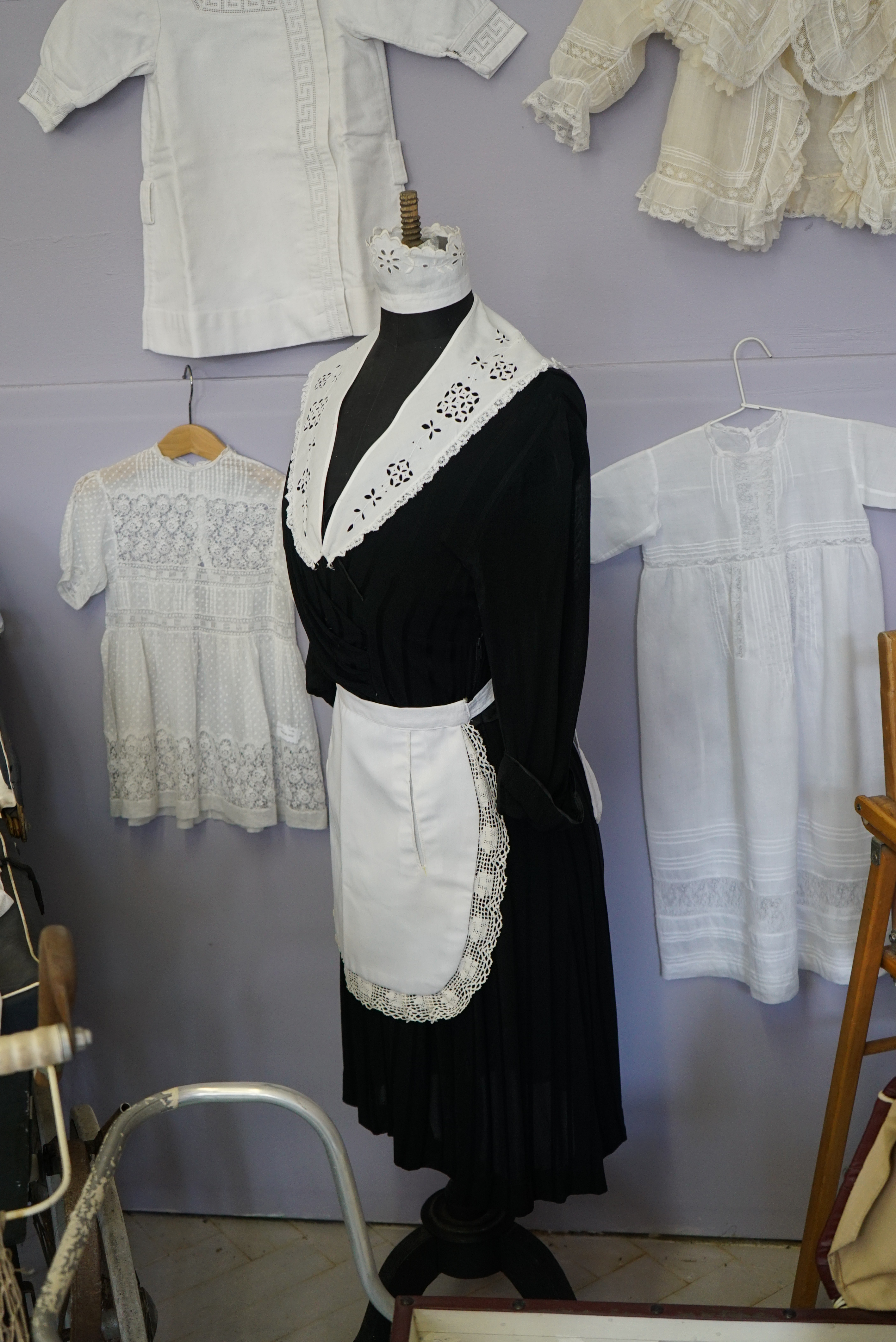
Historické exponáty v muzeu spodního prádla

### Starověká historie
Bederní rouška je nejjednodušší forma spodního prádla a může mít tři hlavní formy. První a nejjednodušší je prostě dlouhý pruh materiálu, který prochází mezi nohama a poté kolem pasu. Archeologové našli zbytky takovýchto bederních šatů z kůže, které se datují již z doby před 7 000 lety. Jiná forma se obvykle nazývá cache-sexe:[zdroj?] trojúhelník látky je opatřen provázky nebo smyčkami, které se používají k upevnění trojúhelníku mezi nohama a přes genitálie. Egyptský král Tutanchamon (1341 př. n. l. – 1323 př. n. l.) byl nalezen pohřben s četnými plátěnými bederními tkaninami tohoto stylu. Textilie použitá pro bederní roušky může být vlna, len nebo směs lnu a vlny. Dovezené hedvábí si mohlo dovolit pouze vyšší třídy.[zdroj?]
O mužích se říká, že nosili bederní roušky ve starověkém Řecku a Římě. Existují spekulace, že bederní roušky nosili pouze otroci.[zdroj?]

### Středověk a renesance
Ve středověku se spodní prádlo západních mužů uvolnilo. Bederní roušky byl nahrazeny volným, kalhotovým oblečením zvaným braies.[zdroj?]

### 30–40. léta 20. století
Moderní pánské spodní prádlo bylo do značné míry vynálezem 30. let. Dne 19. ledna 1935 prodala Coopers Inc. první kalhotky na světě v Chicagu. Kalhotky, které navrhl „inženýr oděvů“ jménem Arthur Kneibler, se zbavily sekcí nohou a měly překrývající se mušku ve tvaru písmene Y.  Společnost dabovala design „Jockey“, protože nabídla určitý stupeň podpory, který byl dříve k dispozici pouze z jockstrapu. Žokejové kalhotky se ukázaly natolik populární, že během tří měsíců od jejich zavedení bylo prodáno přes 30 000 párů. Coopers, později přejmenoval jejich společnost Jockeyo několik desetiletí později poslal své „maskulinní“ letadlo, aby provedl speciální dodávky „mužských podpůrných kalhotek“ maloobchodníkům po celé USA.[zdroj?] V roce 1938, kdy byl ve Velké Británii představen Jockeys, prodávali za 3000 kusů týdně. 

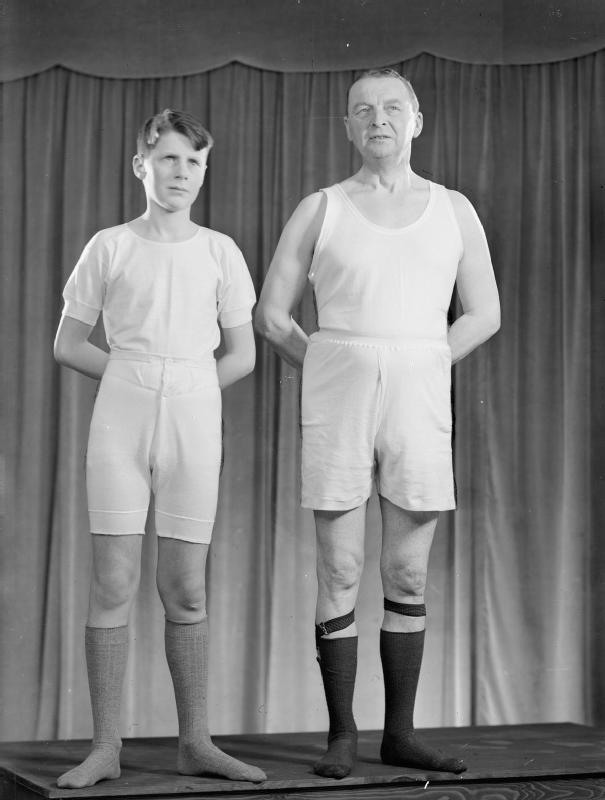
Muži v britském armádním spodním prádle z roku 1943

V této dekádě začaly společnosti také prodávat spodky bez knoflíků vybavené elastickým pasem. Jednalo se o první opravdové trenýrky, které byly pojmenovány pro jejich podobnost s šortkami, které nosí profesionální bojovníci. Scovil Manufacturing představil patentní knoflík v této době, která se stala populární doplněk k různým druhům spodního prádla.
Ženy třicátých let přinesly korzet zpět, nyní nazývaný „ opasek “. Oděv postrádal kostice a kovové podpěry a obvykle přicházel s podprsenkou (nyní obvykle nazývanou „podprsenka“) a připojenými podvazky.
Během druhé světové války se elastické opasky a kovové cvočky opět uvolnily knoflíky z důvodu nedostatku gumy a kovu. Na konci války zůstali Jockey a Hanes vůdci průmyslu v USA, ale Cluett, Peabody and Company si udělali jméno pro sebe, když zavedli preshrinkovací proces nazvaný „ Sanforizace “, vynalezený Sanfordem Cluettem v roce 1933, který přišel k být licencován většinou hlavních výrobců.[zdroj?]
Mezitím si některé ženy korzet znovu osvojily a nyní nazývaly „waspie“ pasu ve tvaru osy, který dala nositelka. Mnoho žen začalo nosit také podprsenku bez podprsenky, která získala popularitu díky své schopnosti tlačit prsa nahoru a zvyšovat štěpení.

### 50. a 60. léta 20. století
Před padesátými léty se spodní prádlo skládalo z jednoduchých bílých kusů oblečení. V padesátých letech minulého století začalo být spodní prádlo propagováno jako módní položka samo o sobě a odstartovala sériová výroba. Výrobci také experimentovali s umělým hedvábím a novějšími tkaninami, jako jsou dacron, nylon a spandex. 
Dámské spodní prádlo začalo zdůrazňovat prsa místo pasu.

## Druhy spodního prádla
Pro horní část těla od krku po pás

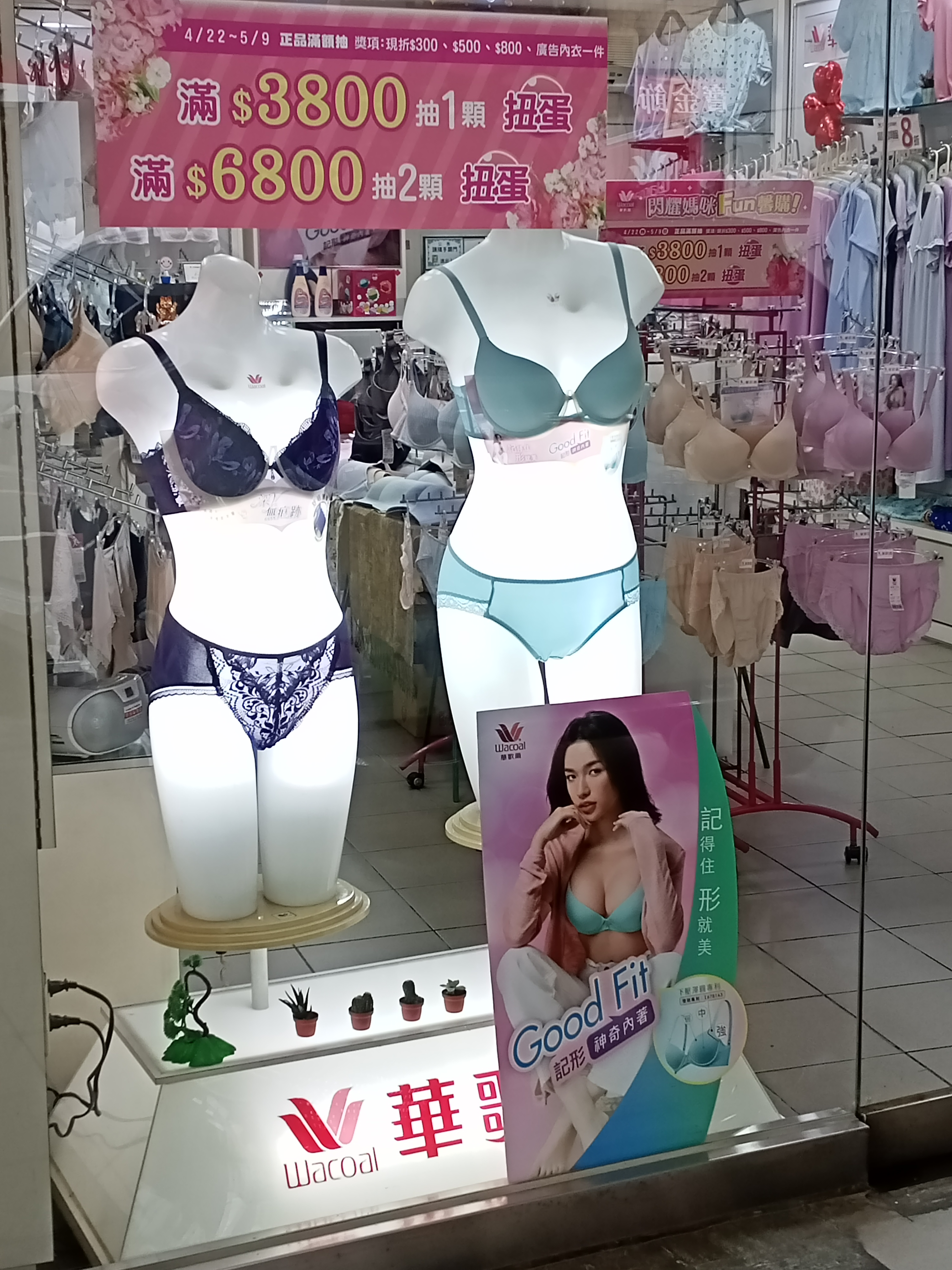
Spodní prádlo ve výloze

- podprsenka – druh dámského prádla zakrývající a podpírající prsa,
- top – druh dámského prádla zakrývající různě velkou část hrudníku, záda může, ale nemusí zakrývat vůbec,
- nátělník – přiléhavé prádlo s dlouhými rukávy,
- tílko – přiléhavé prádlo bez rukávů,
- košilka – volné prádlo s úzkými ramínky, nosí obvykle ženy.

Pro celý trup
- overal (overal na spaní) – přiléhavé prádlo s dlouhými rukávy a nohavicemi, unitard
- body – přiléhavé prádlo bez rukávů nebo s rukávy různé délky, bez nohavic, nosí obvykle ženy, existují i pánské varianty (na spaní nebo jako ochrana ledvin před prochladnutím),
- bodysuit – přiléhavé prádlo na trup, příp. i (částečně, úplně) na paže a nohy,
- kombiné – spojení košilky a spodničky v jednom kusu prádla, prodloužená košilka, nosí obvykle ženy.

Od pasu dolů
oblékané zdola, přes nohy:

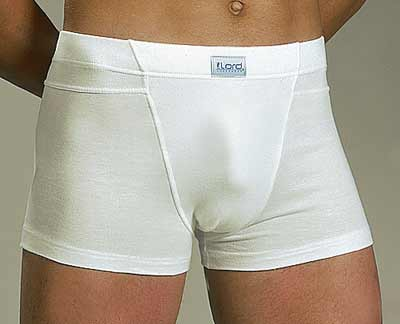
Pánské spodní prádlo boxerky

- kalhotky (vč. variant tanga, boxerky apod.) - přiléhavé prádlo pro oblast sedu, někdy i části stehen, nosí obvykle ženy,
- podvazky – pás kolem pasu, který má za účel držet na stehnech punčochy,
- korzet – oděvní součást ženského prádla, kombinující funkci podprsenky a podvazkového pasu, často také stahující břicho,
- spodky – souhrnné označení pro především pánské spodní prádlo,
  - slipy – přiléhavé pánské spodní prádlo pro oblast sedu bez nohaviček, obdoba dámských kalhotek,
  - trenýrky – volné prádlo pro oblast sedu a části stehen,
  - trenkoslipy – přiléhavější prádlo pro oblast sedu a části stehen, vystřídáno boxerkami,
  - boxerky – přiléhavé (pro sport až kompresní) spodní prádlo pro oblast sedu a části stehen, existují i dámské (zejména sportovní) varianty,
  - podvlíkačky (jégrovky) - volné nebo přiléhavé prádlo s dlouhými nohavicemi především proti chladu,
- kamaše, legíny – přiléhavé jemné pletené prádlo s dlouhými nohavicemi, dole neuzavřené,
- punčocháče – přiléhavé prádlo s dlouhými nohavicemi chránícími i spodní část nohou, dole uzavřené,
- spodnička – volné prádlo sukňového střihu, nosí obvykle ženy.

Od stehen dolů (bez sedu)

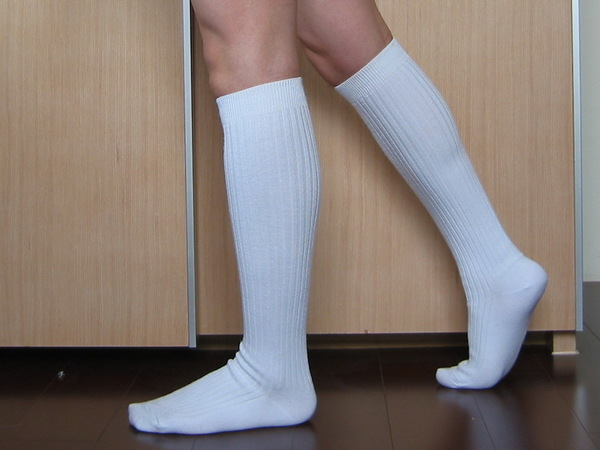
Spodní prádlo od stehen dolů – podkolenky

přiléhavé, na spodní část nohou od kotníku níž, dole uzavřené:
- punčochy – jemné pletené prádlo na celé nohy vč. stehen, nosí obvykle ženy,
- podkolenky – i na lýtka a holeň,
- ponožky – jen na spodní část nohou včetně kotníku, nověji variantně bez kotníku.